# Smilovský tunel II
Smilovský tunel II je železniční tunel č. 252 na katastrálním území Hlubočky obce Hrubá Voda na úseku železniční trati Olomouc – Opava mezi zastávkami Hrubá Voda-Smilov a Jívová v km 23,535–23,654.

## Historie
Koncese na výstavbu místní železniční dráhy byla udělena 10. srpna 1867 olomouckému komitétu na stavbu tratě Olomouc – Moravský Beroun – Bruntál – Krnov – Hlubčice s odbočkami do Rýmařova, Vrbna pod Pradědem a Opavy a ke státní hranici směrem na Nysu. Po spojení s opavským sdružením byla vydána nová koncese 21. dubna 1870. V květnu téhož roku vznikla akciová společnost Moravsko-slezská ústřední dráha. Výstavbu železnice provedla firma bratří Kleinů za finanční podpory banky Union. Trať byla v roce 1872 zprovozněna a v roce 1895 zestátněna. Na trati dlouhé 115 km bylo postaveno pět tunelů (Smilovský I a II, Jívovský, Domašovský a Milotický) v celkové délce 744 m. 
Smilovský tunel II byl zprovozněn v roce 1872 a opravován v šedesátých letech 20. století.

## Geologie
Oblast leží v geomorfologickém celku Nízký Jeseník (jihozápadní část). Z geologického hlediska se nachází v oblasti spodního karbonu (kulmu) Nízký Jeseník, podcelek Domašovská vrchovina, okrsek Jívovská vrchovina. Tunel byl vyražen ve výběžku kopce (kóta 609 m n. m.) v širokém meandru řeky Bystřice. Tamější horninové prostředí tvoří břidlice, droby a slepence. Nadložím dochází k průsakům srážkových vod.

## Popis
Jednokolejný tunel byl postaven pro železniční trať Olomouc – Opava mezi zastávkami Hrubá Voda-Smilov a Jívová. Tunel leží v členitém údolí řeky Bystřice v nadmořské výšce 395 m a je dlouhý 119,44 m.

## Galerie

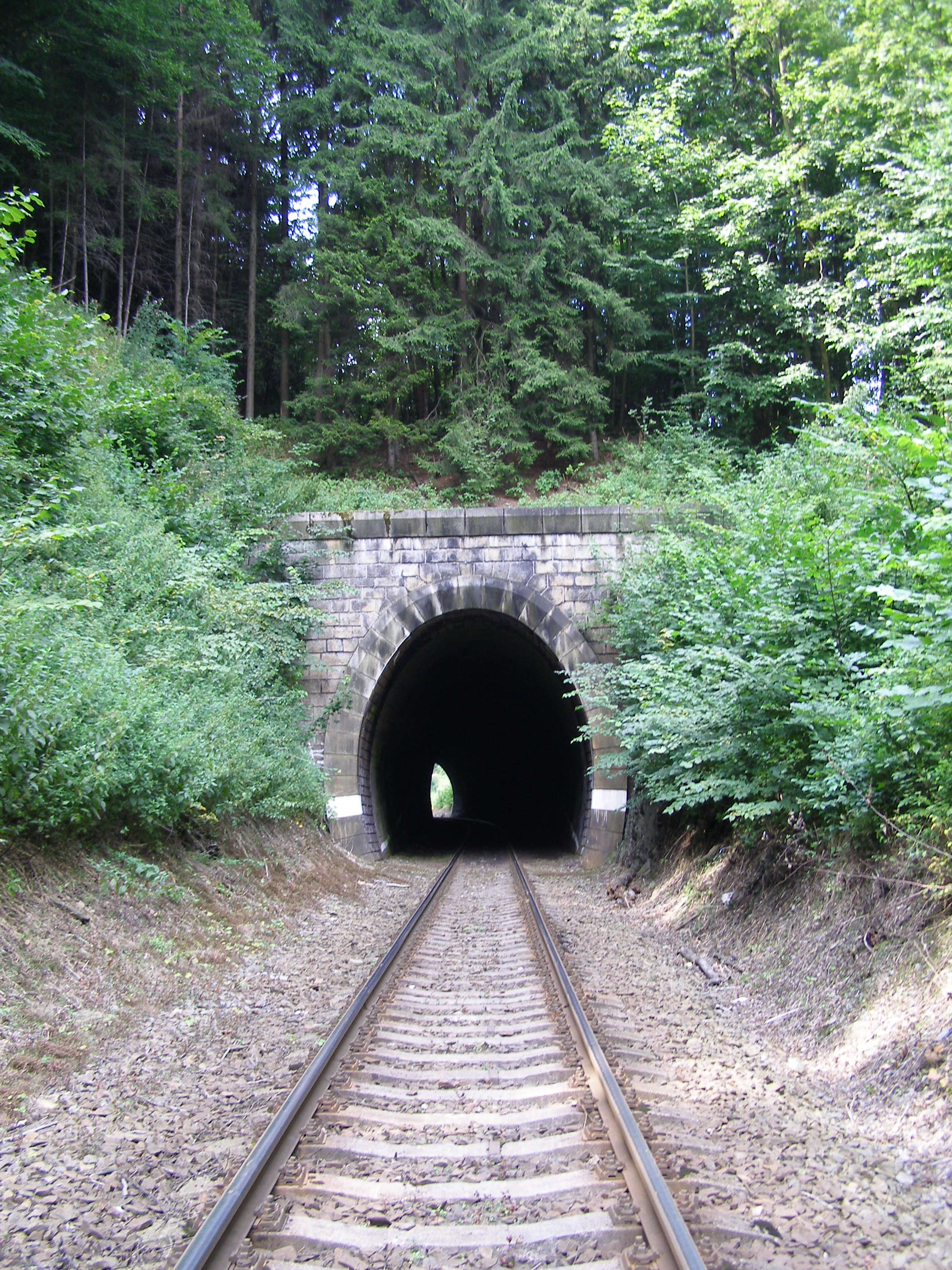
Jižní portál
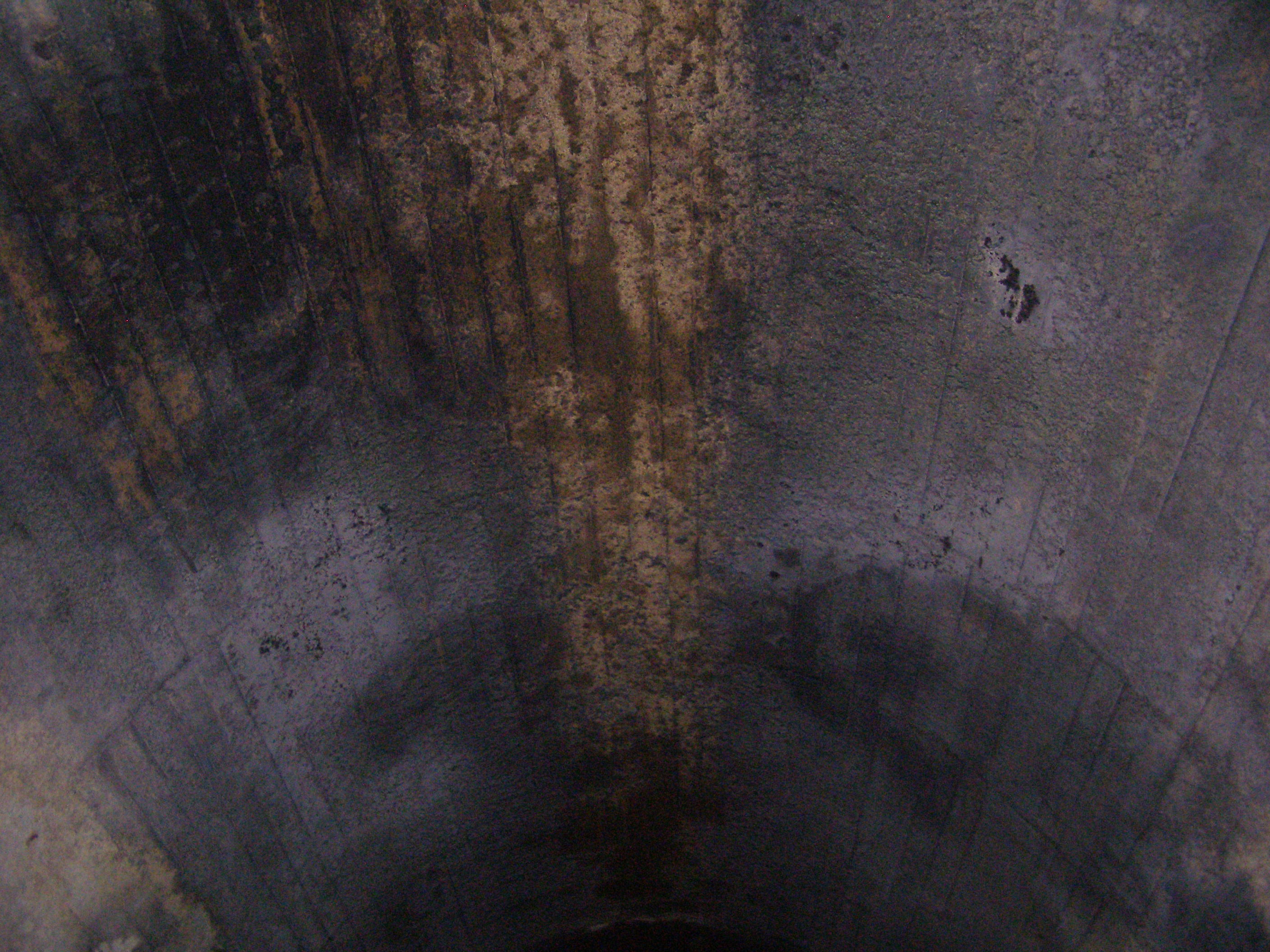
Klenba
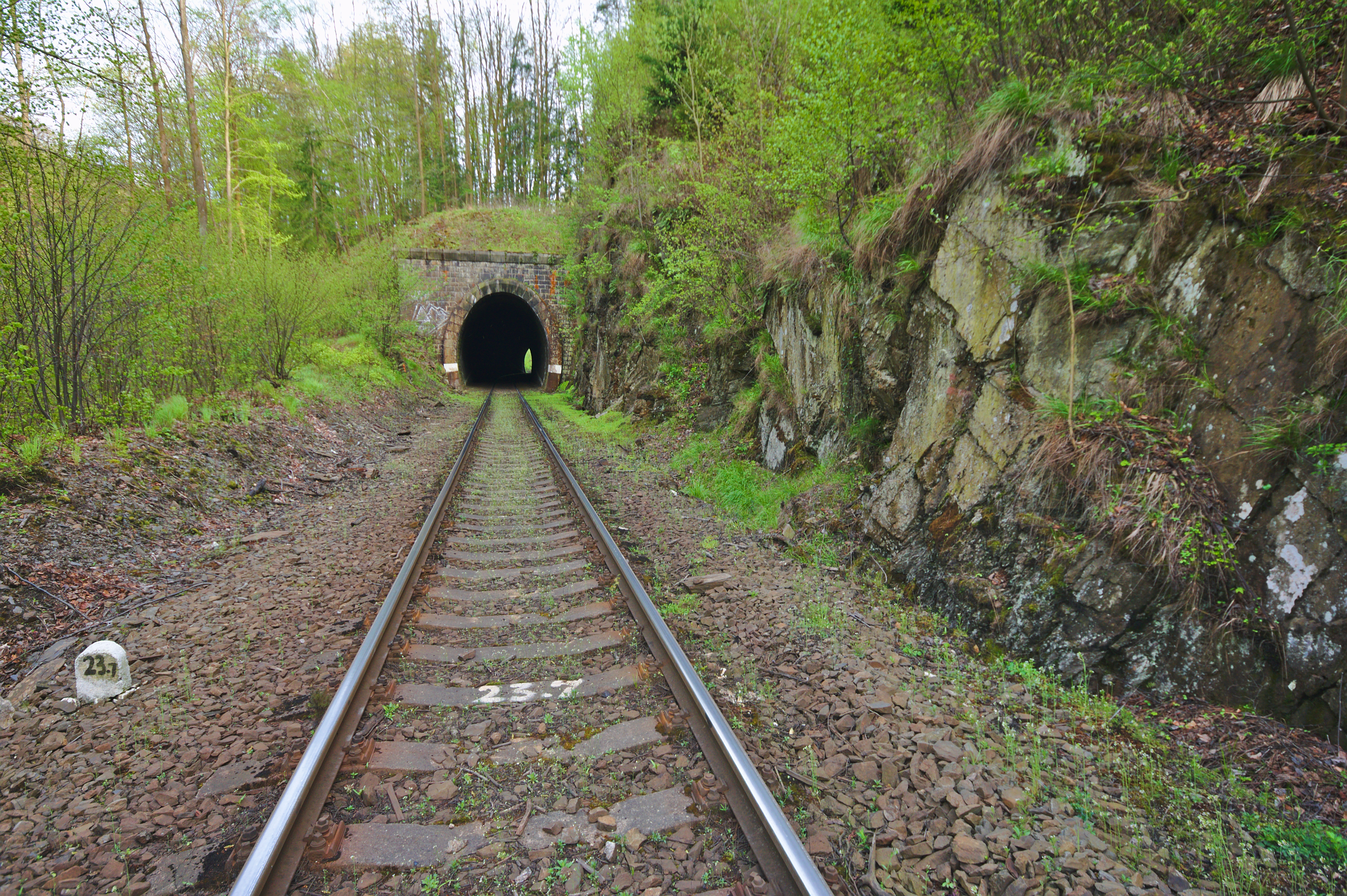
Severní portál
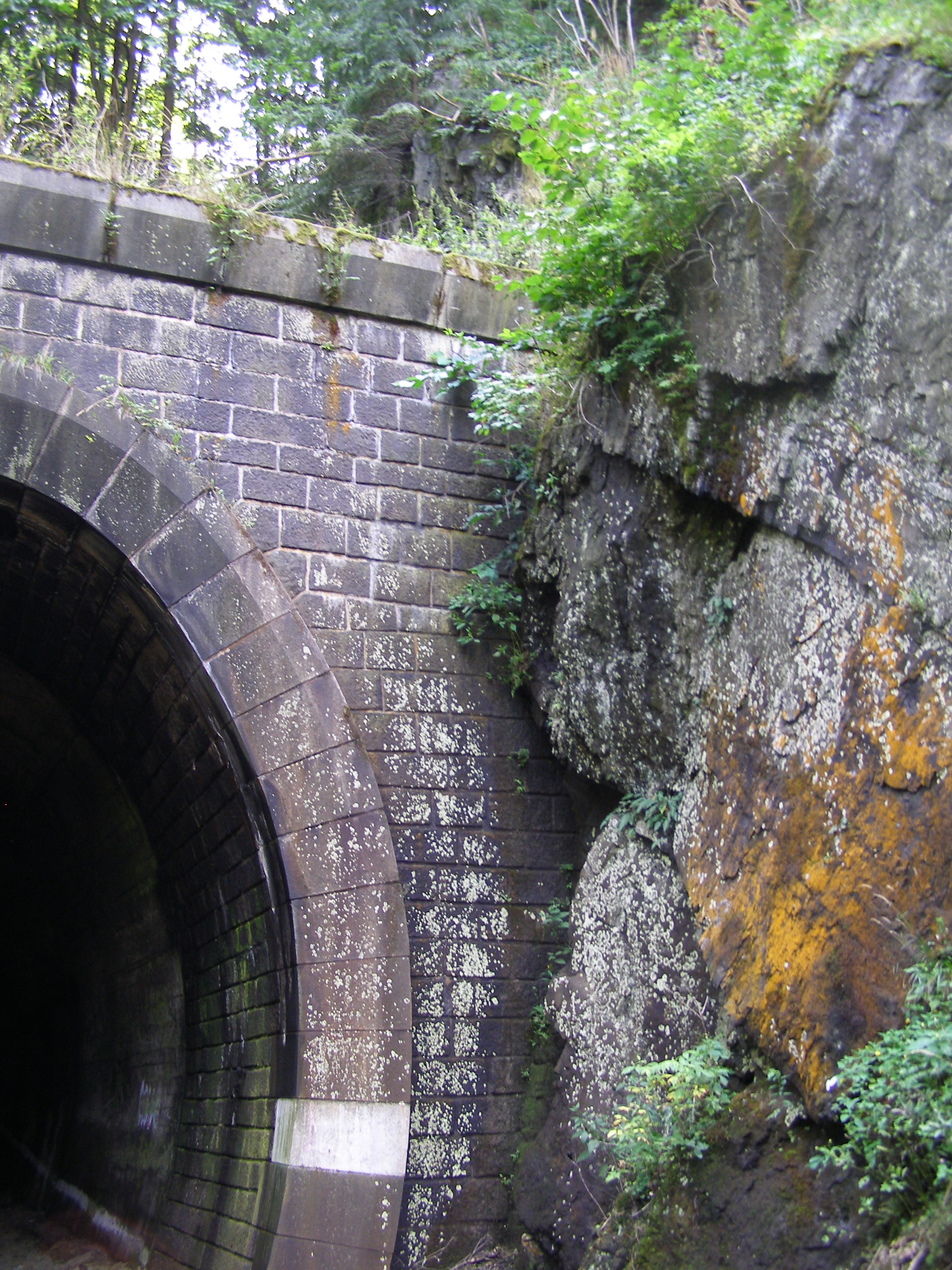
Severní portál – detail